# Festival za Veliko nagrado Savinjske doline Marija Reka
Festival za Veliko nagrado Savinjske doline Marija Reka je festival narodnozabavne glasbe, ki ga organizira Kulturno društvo Marija Reka. Vsako leto se izvede junija v šotoru pred planinskim domom v Marija Reki. Festival poteka v sklopu prireditve Pod Reško planino veselo živimo, polno ime festivala pa je Festival ansamblov domače glasbe za Veliko nagrado Savinjske doline. Prvi festival je potekal leta 2003.
Vsak ansambel sodeluje z dvema lastnima skladbama, ki sta že lahko javno predvajani. Ocenita jih strokovna komisija in občinstvo, ki vsak prispevata po 50 % h končnemu seštevku točk. Če imata dva ansambla isto število točk, ima prednost tisti, ki je bil bolje ocenjen s strani strokovne komisije. Posebnost festivala je nagrada strokovne komisije za inovativnost in svež pristop.

## Nagrade
Na festivalu podelijo naslednje nagrade:
- 1. nagrada in pokal zmagovalcu Velike nagrade Savinjske doline;
- 2. nagrada;
- 3. nagrada;
- Posebna nagrada strokovne komisije za inovativnost in svež pristop;

## Zmagovalci
Nagrajenci so bili:
| #   | leto | 1. nagrada                                                                           | 2. nagrada                                                                           | 3. nagrada                                                                           | nagrada za inovativnost in svež pristop                                              |
| --- | ---- | ------------------------------------------------------------------------------------ | ------------------------------------------------------------------------------------ | ------------------------------------------------------------------------------------ | ------------------------------------------------------------------------------------ |
| 1.  | 2003 | Ansambel Iskrice                                                                     |                                                                                      |                                                                                      |                                                                                      |
| 2.  | 2004 | Ansambel Vitezi celjski                                                              |                                                                                      |                                                                                      |                                                                                      |
| 3.  | 2005 | Ansambel Spev                                                                        |                                                                                      | Ansambel Šestica                                                                     |                                                                                      |
| 4.  | 2006 | Ansambel Šestica                                                                     |                                                                                      |                                                                                      |                                                                                      |
| 5.  | 2007 | Ansambel bratov Avbreht                                                              |                                                                                      |                                                                                      |                                                                                      |
| 6.  | 2008 | Ansambel Mladi korenjaki                                                             | Ansambel Šantej                                                                      | Ansambel Cvet                                                                        | nagrada ni bila podeljena                                                            |
| 7.  | 2009 | Ansambel bratov Avbreht                                                              | Skupina Zaka' pa ne                                                                  | Ansambel Šmarski muzikanti                                                           | Skupina Zaka' pa ne                                                                  |
| 8.  | 2010 | Ansambel Vrh                                                                         | Ansambel Toplar                                                                      | Ansambel Zagorski kvintet                                                            | Ansambel Navdih                                                                      |
| 9.  | 2011 | Skupina Zaka' pa ne                                                                  | Ansambel Šestica                                                                     | Ansambel Zakrajšek                                                                   | Skupina Zaka' pa ne                                                                  |
| 10. | 2012 | Ob jubilejnem festivalu tekmovanja ni bilo, ampak le nastopi dotedanjih zmagovalcev. | Ob jubilejnem festivalu tekmovanja ni bilo, ampak le nastopi dotedanjih zmagovalcev. | Ob jubilejnem festivalu tekmovanja ni bilo, ampak le nastopi dotedanjih zmagovalcev. | Ob jubilejnem festivalu tekmovanja ni bilo, ampak le nastopi dotedanjih zmagovalcev. |
| 11. | 2013 | Ansambel Nasmeh                                                                      | Ansambel Klateži                                                                     | Ansambel Viža                                                                        | Ansambel Nasmeh                                                                      |
| 12. | 2014 | Ansambel Klapovühi                                                                   | Ansambel Labodi                                                                      | Ansambel Žarek                                                                       | Ansambel Klapovühi                                                                   |
| 13. | 2015 | Ansambel Vižarji                                                                     | Ansambel Hopla                                                                       | Ansambel Potepini                                                                    | Ansambel Vižarji                                                                     |
| 14. | 2016 | Ansambel Navihani muzikanti                                                          | Ansambel Murni                                                                       | Ansambel Jug                                                                         | Ansambel 5+ Band                                                                     |

Prazna polja pomenijo, da se zaenkrat podatkov še ni našlo.
Na 5. festivalu leta 2007 so podelili tudi posebno nagrado za sodelovanje na vseh petih dotedanjih izvedbah festivala. Prejel jo je Ansambel bratov Avbreht, ki je tisto leto tudi slavil zmago, zmagal pa je tudi dve leti pozneje in je do danes edini ansambel, ki je na tem festivalu zmagal dvakrat.